# Eugene Rogan
Eugene Lawrence Rogan (geboren 31. Oktober 1960 in Burbank, Kalifornien) ist ein US-amerikanischer Historiker des Nahen Ostens, der als Professor an der Oxford University lehrt.

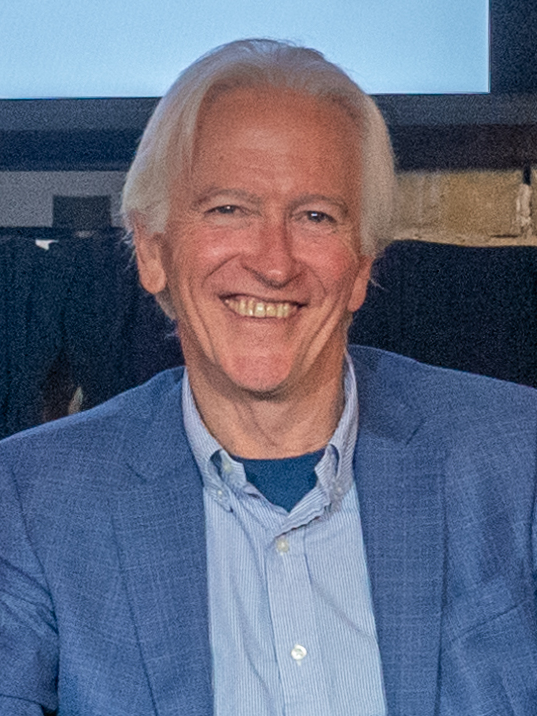
Eugene Rogan (2024)

## Leben
Eugene Rogan studierte Wirtschaft an der Columbia University (B.A. 1982), wandte sich dann an der Harvard University den Nahoststudien zu und machte auf diesem Gebiet 1984 seinen Master-Abschluss. Mit einer Arbeit über die osmanische Ausweitung der direkten Herrschaft über das südöstliche Syrien (Transjordanien), 1867–1914 wurde er 1991 in Harvard zum Ph.D. promoviert. Er begann seine Lehrtätigkeit am Boston College und am Sarah Lawrence College. 
Seit 1991 lehrt er an der Universität Oxford als Professor für Neuere Geschichte des Nahen Ostens und ist Fellow des Middle East Centre am St Antony’s College. Seine Forschungsgebiete sind die Arabische Welt vom 18. bis 20. Jahrhundert, die arabischen Provinzen des Osmanischen Reichs, der Erste Weltkrieg im Nahen Osten und der Palästinakrieg 1948. Rogan wurde 2017 zum Mitglied der British Academy gewählt.

## Schriften (Auswahl)

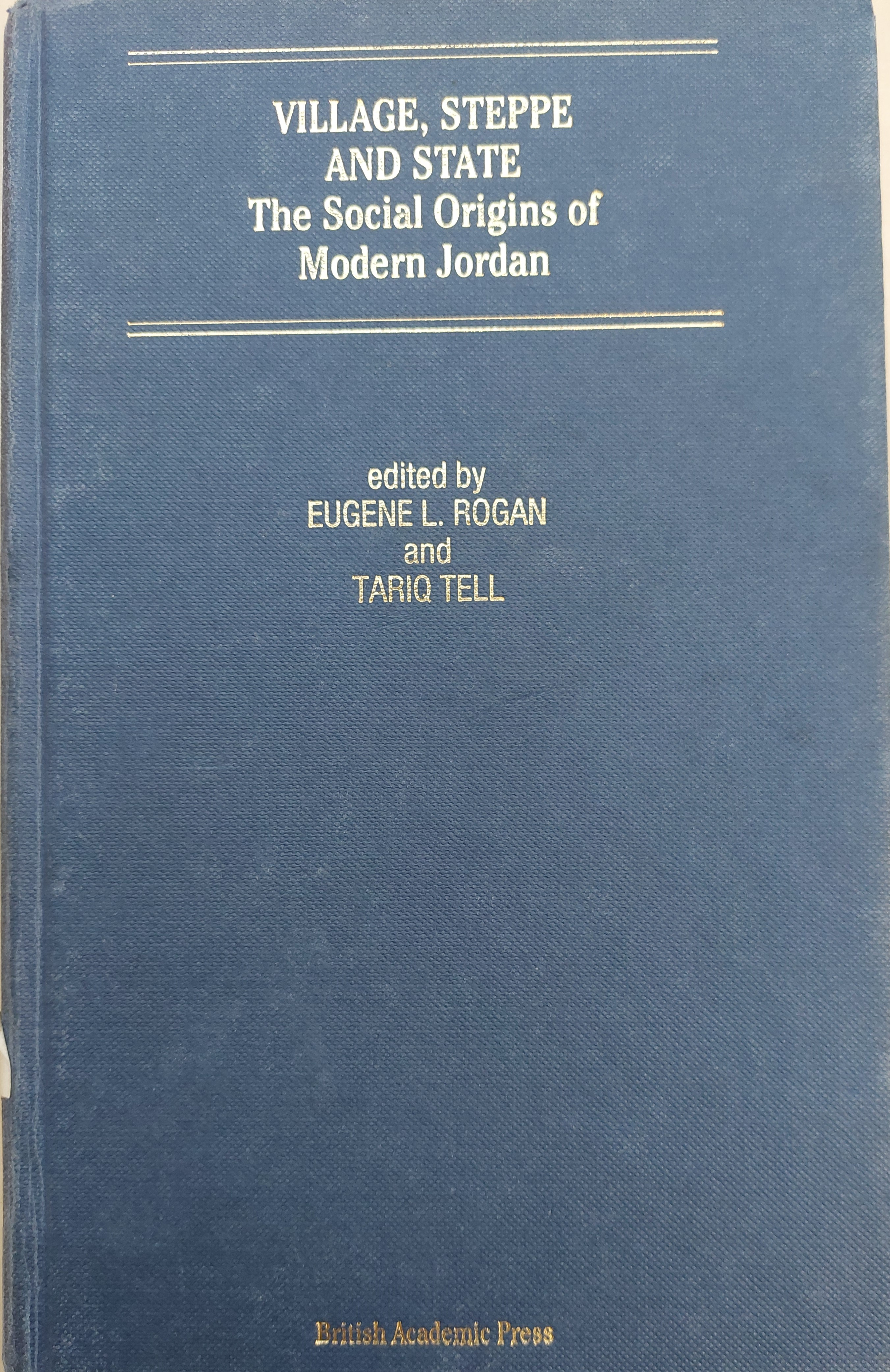
Mitherausgeber (1994)

- Asiret Mektebi: Abdulhamid II's School for Tribes (1892–1907), in: International Journal of Middle East Studies, Heft 1, 1996, S. 83–107
- Frontiers of the State in the Late Ottoman Empire. Transjordan, 1850–1921 (= Cambridge Middle East Studies. Bd. 12). Cambridge: Cambridge University Press 1999
- (Hrsg.): Outside in: on the margins of the modern Middle East. London; New York: I.B. Tauris, 2002
- The Arabs: a history. New York: Basic Books, 2009.
  - Die Araber. Eine Geschichte von Unterdrückung und Aufbruch. Aus dem Englischen von Oliver Grasmück, Hans Freundl, Norbert Juraschitz. Berlin: Propyläen, Berlin 2013
- mit Avi Shlaim (Hrsg.): The War for Palestine: Rewriting the History of 1948. 2. Auflage, Cambridge University Press, 2007. Dort auch mit Shlaim das Vorwort zur 2. Auflage.
- The Middle East Centre, 1957-2007: a book of record. Oxford: Middle East Centre, St. Antony’s College, 2007
- The Fall of the Ottomans. The Great War in the Middle East, 1914–1920. Allen Lane, London 2015[2]
  - Der Untergang des Osmanischen Reichs: der Erste Weltkrieg im Nahen Osten 1914–1920. Aus dem Englischen von Tobias Gabel und Jörn Pinnow. Konrad Theiss Verlag, Darmstadt 2021, ISBN 978-3-8062-4307-9.[3]